# Aeroportul Regional Jacqueline Cochran
Aeroportul Regional Jacqueline Cochran (IATA: TRM, ICAO: KTRM, FAA LID: TRM) este un aeroport din California, Statele Unite ale Americii ce deservește zona Coachella⁠(d). Aeroportul a fost tranzitat în 2019 de 568 de pasageri. A fost numit după Jacqueline Cochran⁠(d).
Situat la o altitudine de −35 m, aeroportul dispune de 2 piste.

## Infrastructură

### Piste
Aeroportul dispune de 2 piste. Pista 12/30 are suprafața de asfalt și dimensiunile 4.995 picioare × 100 picioare. Pista 17/35 are suprafața de asfalt și dimensiunile 8.500 picioare × 150 picioare. 